# Podonectriaceae
Podonectriaceae is een monotypische familie van de  ascomyceten. Het typegeslacht is Podonectria.